# Trauma Center
Trauma Center, i Japan känd som Chōshittō Kadukeusu (超執刀カドゥケウス?  "Super-kirurgioperations-kaducé"), är en datorspelsserie som utvecklades av Atlus till Nintendo DS och Wii. Spelen är en kombination av genrerna kirurgi-simspel och visuella romaner.

## Spel
Trauma Center: Under the KnifeSläpptes den 30 juni 2005 till Nintendo DS.
Trauma Center: Second OpinionSläpptes den 19 november 2006 till Wii. Spelet är en utökad remake av Under the Knife.
Trauma Center: New BloodSläpptes den 20 november 2007 till Wii.
Trauma Center: Under the Knife 2Släpptes den 1 juli 2008 till Nintendo DS.
Trauma TeamSläpptes den 18 maj 2010 till Wii.